# Wranglers de l'Oklahoma
Stade
Les Wranglers de l’Oklahoma étaient une équipe de football américain en salle basée à Oklahoma City, dans l’Oklahoma. Ils étaient membres des divisions centrale (1996-1997) et occidentale (1998-2001) de la Conférence Américaine de l'Arena Football League (AFL). Ils jouaient auparavant en tant que Pharaohs de Memphis et Forest Dragons de Portland. L'équipe a joué au Myriad Convention Center, désormais connue sous le nom de Cox Convention Center, au centre-ville d'Oklahoma City.

## Histoire

### Pharaohs de Memphis (1995-1996)

Le logo des Pharaohs de Memphis.

Les Pharaohs de Memphis participent à l’Arena Football League pendant deux ans. Ils sont la première franchise de sport professionnel à jouer dans la tristement célèbre Pyramid Arena, un projet de 62 millions de dollars qui n’a duré que 15 ans après son ouverture en 1991.
Les Pharaohs rejoignent l’AFL en octobre 1995 en tant que club d’expansion, la 15e franchise de la ligue en croissance. L’agent principal est Kevin Hunter, un vendeur de téléphones cellulaires du Mississippi âgé de 30 ans et soutenu par son beau-père et deux autres partenaires en investissement. L’équipe a été nommée Pharaohs parce que la capitale de l’Égypte ancienne était Memphis, en Égypte, et qu’ils jouaient littéralement leurs matchs à domicile dans une pyramide.
Les Pharaons sont  compétitifs lors de leur saison inaugurale, terminant 6-6 et se classant 3e de la Division Centrale et obtenant la dernière place pour les playoffs de 1995. Ils perdent face au futur champion de l’Arena Bowl, le Storm de Tampa Bay 53-41, en quart de finale.
En 1996, les Pharaohs changent pratiquement toute leur équipe, ce qui amène un grand nombre de nouveaux arrivants peu expérimentés. Le résultat est l’une des pires équipes de l'Arena Football League. Les Pharaohs de 1996 ont terminé avec un bilan de 0-14 et l’assistance a chuté à 5 245 par match (annoncé), soit la 14e des 15 équipes de la ligue. Le dernier match «à domicile» des Pharaons le 3 août 1996 a été déplacé à Tupelo, dans le Mississippi. Personne n'est venu là-bas non plus.
Trois semaines plus tard, le groupe de propriété des Pharaohs annonce le transfert de l’équipe à Portland. La franchise durera trois saisons en Oregon sous le nom de Forest Dragons de Portland (1997-1999) et deux autres dans l’Oklahoma sous le nom Wranglers d’Oklahoma City (2000-2001) avant de se fermer.
Memphis a assisté à un retour du sport avec les Xplorers de Memphis de l'Af2.

### Forrest Dragons de Portland (1997-1999)

Le logo de Forrest Dragons de Portland.

Le séjour de l’équipe à Portland n’était pas inspirant. Les Forrest Dragons ont terminé à la dernière place pendant deux saisons consécutives en 1997 (2-12) et 1998 (4-10),. L'équipe s'est légèrement améliorée à 7-7 pour sa dernière campagne en 1999, mais a encore raté les playoffs. Au cours de la saison 1998, l’équipe a signé le wide receiver Oronde Gadsden, qui a remporté le titre de rookie de l’année de la ligue, avant de signer avec les Dolphins de Miami de la NFL.
Les Forrest Dragons ont quitté la ville en novembre 1999 pour s’installer à Oklahoma City. L'équipe s'est finalement retirée deux ans plus tard après la saison 2001.
Portland verra un retour de l'AFL en 2014 avec le Thunder de Portland, renommé le Steel de Portland en 2016.

### Wranglers de l'Oklahoma (2000-2001)
Après trois saisons à Portland, la franchise a de nouveau déménagé, cette fois à Oklahoma City. Le déménagement a eu lieu après que le propriétaire de la franchise ait tenté de vendre l’équipe à un propriétaire qui s’était engagé à garder l’équipe à Portland. Après avoir déménagé, l'équipe a changé de nom et s'appelle désormais Wranglers de l'Oklahoma. L’équipe a joué à Oklahoma City pendant deux saisons avant d’être dissoute par la ligue après la saison 2001.
La ligue AF2 a accueilli le Yard Dawgz d’Oklahoma City de 2004 à 2009. En 2010, près de 10 ans après le dernier match des Wranglers, le Yard Dawgz a rejoint l’AFL récemment réorganisée et n’a joué qu’une saison avant de disparaître.

## Résultats saison par saison
| Saison | Équipe                      | G  | P  | N | Classement final        | Playoffs                                                                         |
| ------ | --------------------------- | -- | -- | - | ----------------------- | -------------------------------------------------------------------------------- |
| 1995   | Pharaohs de Memphis         | 6  | 7  | 0 | 3e Division Centrale AC | Défaite 1er tour, Storm (41-53)                                                  |
| 1996   | Pharaohs de Memphis         | 0  | 14 | 0 | 4e Division Centrale AC |                                                                                  |
| 1997   | Forrest Dragons de Portland | 2  | 12 | 0 | 4e Division Centrale AC |                                                                                  |
| 1998   | Forrest Dragons de Portland | 4  | 10 | 0 | 3e Division Ouest AC    |                                                                                  |
| 1999   | Forrest Dragons de Portland | 7  | 7  | 0 | 2e Division Ouest AC    |                                                                                  |
| 2000   | Wranglers de l'Oklahoma     | 8  | 8  | 0 | 3e Division Ouest AC    | Victoire Wild Card, SeaWolves (52-38) Défaite Quart de finale, Sabercats (40-63) |
| 2001   | Wranglers de l'Oklahoma     | 5  | 9  | 0 | 4e Division Ouest AC    |                                                                                  |
| Total  |                             | 32 | 67 | 0 | playoffs inclus         | playoffs inclus                                                                  |

## Les joueurs
| Joueur               | Position | Université                   |
| -------------------- | -------- | ---------------------------- |
| Kusanti Abdul-Salaam | WR/DB    | UCLA                         |
| Britt Bowen          | FB/LB    | Eastern Kentucky             |
| Tom Briggs           | DL       | West Virginia                |
| Wes Caswell          | OS       | Tulsa                        |
| Antonio Chandler     | WR/DB    | Portland State               |
| Kevin Cobb           | WR/DB,DB | Memphis State                |
| Lamart Cooper        | OS       | Wayne State (NE)             |
| Tray Crayton         | DS       | Pittsburgh                   |
| Demetrius Crowder    | OL/DL    | Oklahoma State               |
| Akaba Delaney        | OL/DL,DL | Portland State               |
| Barry Dillard        | DS       | Memphis                      |
| Chris Enneking       | OL/DL    | Kansas                       |
| Shawn Foreman        | WR/LB    | West Virginia                |
| Justin Fuente        | QB       | Murray State                 |
| Brian Goolsby        | FB/LB    | Kansas State                 |
| Lindsay Hassell      | OL/DL    | Utah State                   |
| Josh Heskew          | OL/DL    | Nebraska                     |
| Carlos Johnson       | OS       | Lane College (TN)            |
| Bill Lindquist       | QB       | Benedictine (KS)             |
| Jeff Loots           | QB       | Southwestern Minnesota State |
| Ron Lopez            | QB       | Utah State                   |
| Mike Mari            | OL/DL    | Humboldt State (CA)          |
| Tim Martin           | OL/DL,TE | Tulsa                        |
| Travis McDonald      | FB/LB    | Missouri                     |
| Bobby McGowens       | WR/LB    | South Carolina State         |
| Eric Miller          | OL/DL    | Miami (FL)                   |
| Delvin Myles         | WR/DB    | Oklahoma State               |
| Shawn Parnell        | DS       | Arizona                      |
| Ty Peace             | WR/DB    | Chico State (CA)             |
| Joe Phears           | QB       | Oklahoma State               |
| Chuck Reed           | OL       | Nevada-Las Vegas             |
| Robert Reed          | WR       | Mississippi                  |
| Chris Sailer         | K        | UCLA                         |
| Chris Scher          | OL/DL    | Chico State (CA)             |

### Joueurs des Pharaohs, des Forrest Dragons ou des Wranglers au Hall of Fame
| Pharaohs/Forrest Dragons/Wranglers Hall of Famers |                 |                |          |                        |
| Numéro                                            | Nom             | Année d'entrée | Position | Années Drive/Marauders |
| 25                                                | Michael Madison | 2001           | LB       | 2000                   |

## Les entraîneurs
| Nom         | Terme     | Saison régulière | Saison régulière | Saison régulière | Saison régulière | Playoffs | Playoffs |
|             |           | G                | P                | N                | %                | G        | P        |
| ----------- | --------- | ---------------- | ---------------- | ---------------- | ---------------- | -------- | -------- |
| Don Frease  | 1995-1996 | 6                | 20               | 0                | .300             | 0        | 1        |
| Stan Brock  | 1997-1999 | 13               | 29               | 0                | .448             | 0        | 0        |
| Bob Cortese | 2000-2001 | 12               | 16               | 0                | .750             | 1        | 1        |